# Chapelle de Villemoyenne
La chapelle de Villemoyenne est une chapelle située à Fère-en-Tardenois, en France.

## Localisation
La chapelle est située sur la commune de Fère-en-Tardenois, dans le département de l'Aisne.

## Historique
Le monument est inscrit au titre des monuments historiques en 1928.